# پل بولز (بازیکن فوتبال)
پل بولز (انگلیسی: Paul Bowles; ۳۱ مهٔ ۱۹۵۷ – ۱۴ مارس ۲۰۱۷) بازیکن فوتبال اهل بریتانیا بود.
از باشگاه‌هایی که در آن بازی کرده‌است می‌توان به باشگاه فوتبال کرو آلکساندرا، باشگاه فوتبال استوک‌پورت کانتی، باشگاه فوتبال ساوت‌همپتون، باشگاه فوتبال بارو، و باشگاه فوتبال پورت ویل اشاره کرد.